# Сухар (Оман)

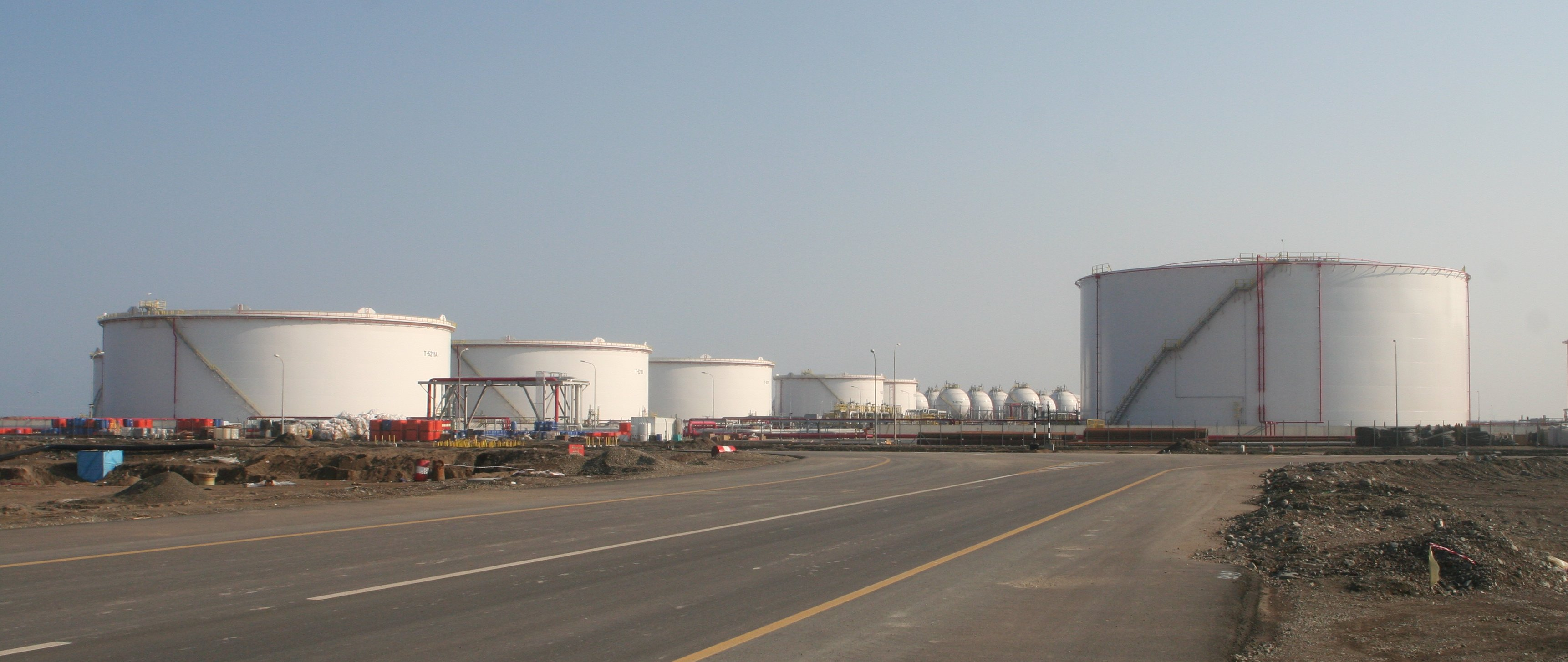
Нефтяные резервуары в Сухаре

Суха́р (также Сохар, араб. صحار‎) —  административный центр провинции Северная Эль-Батина Султаната Оман, а также одноимённого вилайета. Расположен в 240 км к северо-западу от столицы Маската.
В I веке порт назывался «Омана». Одно время являлся столицей всего государства.
Многие[кто?] полагают, что в Сухаре родился Синдбад-мореход. Город славится своей историей мореходства. Традиционно Сухар является центром рыболовства, здесь находится большой рыбный рынок («сук»).

## Достопримечательности
Неподалёку от Сохара расположены древние медные рудники, Джебель Ахдар (Зелёная гора), самая высокая гора в Омане. Неподалёку от Сохара находятся такие исторические города как Ибри, Нахль, Рустак и Назва.
Портом в Сохаре управляет компания Sohar Industrial Port Company (SIPC). Порт построен в 2002, находится к юго-востоку от Ормузского пролива, на берегу Оманского залива. Порт Сохара не является зоной свободной торговли.
Сохар известен обращенным в сторону бухты фортом. Основан форт в IX веке персами. Как показали археологические раскопки, произведённые в 1980, форт был перестроен в конце XIII — начале XIV веков.
Рядом с фортом стоит Мечеть Султана Кабуса, занимающая площадь 16992м², в которой могут находиться одновременно более 2000 молящихся.

## Климат
Климат в Сохаре зимой теплый, летом — жаркий. Осадки редкие. Влажность вблизи моря высокая, особенно с мая по сентябрь. Наиболее подходящее время для туризма — с октября по конец марта.

## Промышленность
Основой экономики города служит порт, в который было инвестировано несколько миллиардов долларов. Кроме того, в Сохаре имеется: тяжёлая промышленность, нефтеперерабатывающий завод, завод по производству алюминия, нефтехимический комбинат и др.

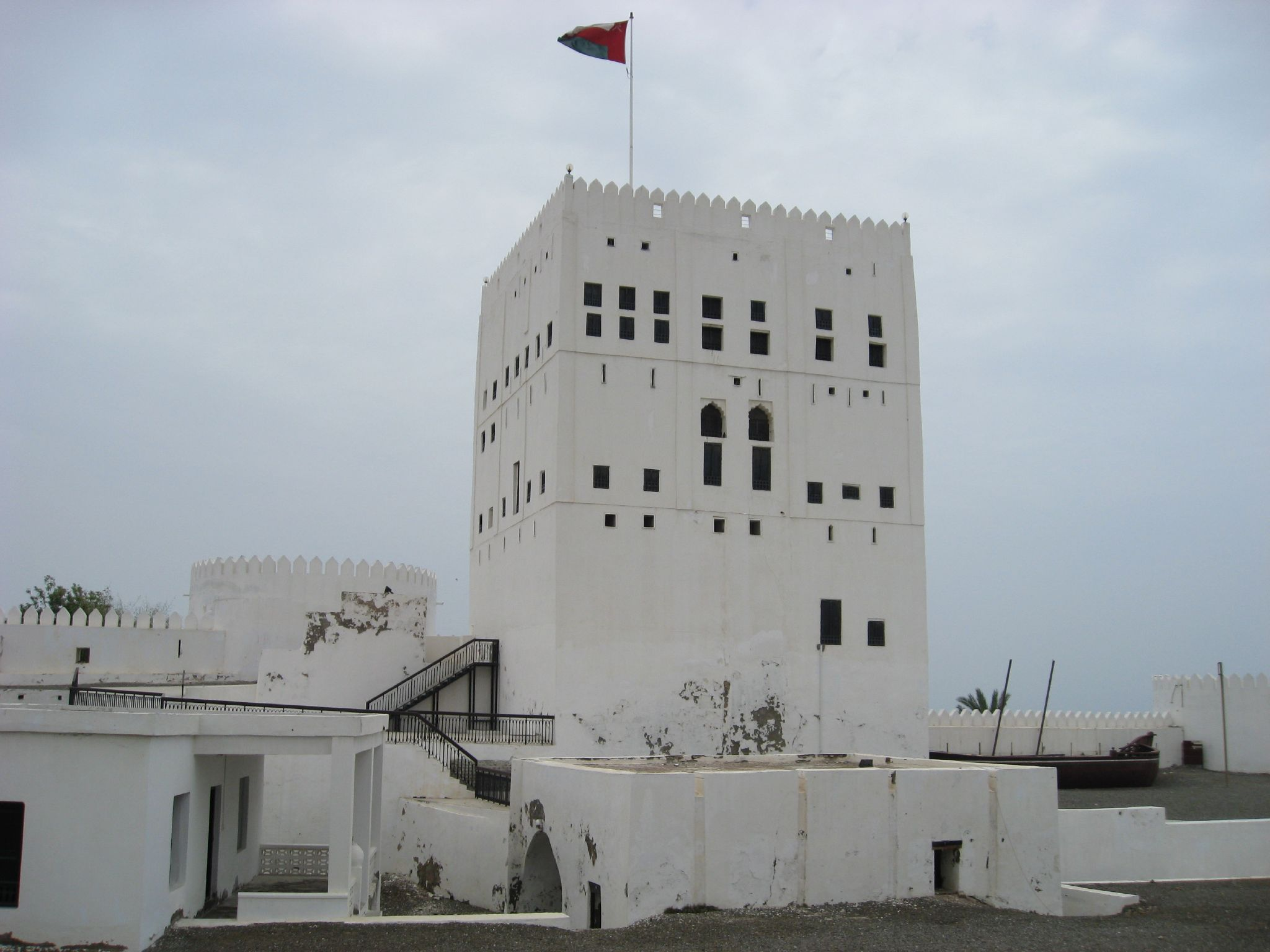
Форт в Сухаре